# 日本ロッキード・モノレール
日本ロッキード・モノレール株式会社（にほんロッキードモノレール 英：Nihon Lockheed Monorail Co.）はかつて存在した日本の企業。
アメリカ・ロッキード社が考案したロッキード式モノレールを実用化し、1966年に開業した小田急向ヶ丘遊園モノレール線と姫路市交通局モノレール線にて採用された。
事業期間は1961年 - 1970年の10年間であったが、ロッキード式モノレールに使用された技術の一部は1967年 - 1968年に開発された日本跨座式モノレールに受け継がれている。
また日本ロッキード・モノレールを通じてモノレール業界に参入した川崎重工業（川崎車両）は、現在もモノレール車両メーカーの大手である。

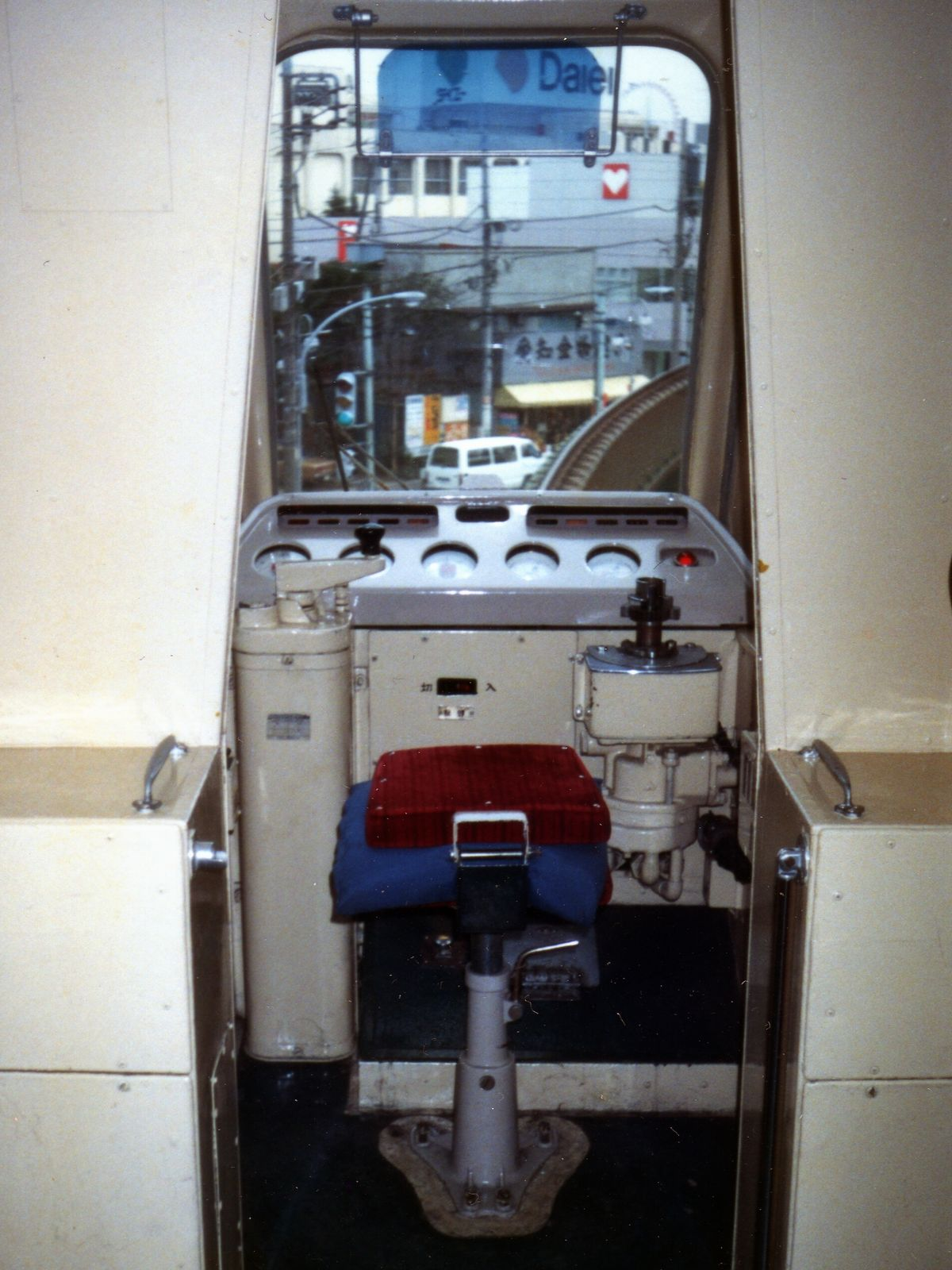
日本ロッキード・モノレールが製造した小田急500形電車の運転台

## 企業情報

### 本社所在地
- 東京都千代田区大手町1丁目4（大手町ビル、丸紅飯田本社内）（1961年）[1][2]
- 東京都港区赤坂田町7丁目1番地（信和ビル）→赤坂2丁目-10-8（信和ビル）に町名変更（1963年 - 1967年頃）[5][3][6][7][8]
- 東京都港区芝公園25号地（協立ビル）（1968年）[9][10]。当時の川崎航空機工業東京本社と同じ所在地。
- 東京都港区新橋1-1-1（1969年）[4]

### 資本金
- 2億100万円（1961年）[2]
- 8億3350万円（1963年）[5]
- 9億円（1964年 - 1970年）[3][4]

### 主要株主
1964年 - 1970年。
- 丸紅飯田 13.89%：ロッキード社の輸入代理店。
- 川崎航空機工業 13.89%：ロッキード製航空機T-33やP2Vのライセンス生産の実績あり。1969年に川崎重工業に合併。
- 川崎車両 13.89%：川崎航空機工業と同じ川崎重工業系列の企業。鉄道車両の専門メーカー。1969年に川崎重工業に合併。
- 原功一（北海道炭礦汽船、北海道不動産→北炭観光開発） 13.89%：北海道炭礦汽船の子会社である北海道不動産が、栃木県日光市の霧降高原に観光用モノレールを含むリゾート開発を計画しており[11][12][13]、ロッキード式モノレールを採用する予定だった[14]。
- 日本電気 13.89%
- 西松建設 11.11%
- 佐藤工業 11.11%
- ロッキード 8.33%：ロッキード式モノレールの基本構造の知的所有権を所持。

### 代表者
- 会長：萩原吉太郎（北海道炭礦汽船、北海道不動産→北炭観光開発）（1961年 - 1970年）[2][4]
- 社長：森長英（丸紅飯田）（1961年 - 1963年）[2][5]→空席（1964年 - 1970年）[3][7][4]
- 代表取締役：四本潔（川崎航空機工業→川崎重工業）（1964年 - 1970年）[3][4]：1961年  - 1963年までは専務[2][5]。

### その他経営陣
- 原功一（北海道炭礦汽船、北海道不動産→北炭観光開発）（1961年 - 1970年）[2][4]
- 前沢利成（川崎車両→川崎重工業）（1961年 - 1970年）[2][4]
- 西松三好（西松建設）（1961年 - 1970年）[2][4]
- 福田太郎（ジャパンPR）（1961年 - 1970年）[2][4]
- 佐藤欣治（佐藤工業）（1961年 - 1970年）[2][4]
- 小林正次（日本電気）（1961年 - 1963年）[2][5]
- 中嶋章（日本電気）（1964年 - 1967年）[3][7][8]
- 牧野又三郎（日本電気）（1968年 - 1970年）[10][4]
- 豊田恭三（丸紅飯田）（1964年 - 1968年）[3][10]
- 大久保利春（丸紅飯田）（1969年 - 1970年）[4]
- 松本豊彦（元国鉄、元運輸省）（1962年頃 - 1970年）[5][4]
- ジョン・ケネス・ハル（John Kenneth Hull）（ロッキード）（1961年 - 1967年）[2][7][8]
- ジョン・ウィリアム・クラッター（John William Clutter）（ロッキード）（1968年 - 1970年）[10][4]
- フランク・ペン・ホルター（1961年）[2]
- 大西喜一（1961年）[2]
- ノーマン・アダムス・ケラー（1961年）[2]
- 堀田基（1963年 - 1967年）[5][7]
- 佐藤貞之（1963年）[5]
- 小栗正一（1964年 - 1970年）[3][4]

### 従業員数
- 23名（1961年）[2]
- 25名（1963年）[5]
- 27名（1964年）[3]
- 21名（1967年頃）[7]
- 30名（1967年頃）[8]
- 5名（1968年 - 1969年）[10][4]

## ロッキード式モノレール

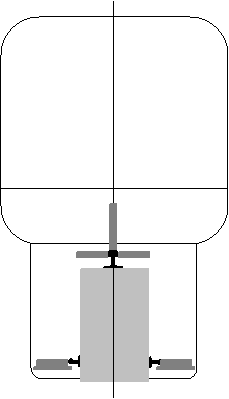
ロッキード式モノレールの軌道と車輪の配置図

### 軌道と車輪
軌道に跨って走行する、いわゆる跨座式モノレールの一種である。
跨座式モノレールはゴムタイヤを使用する方式が多いが、ロッキード式は鉄製車輪を使用する。
軌道は軌道桁に鋼鉄製のレールを配置している。軌道桁は縦1500mm、横900mmの矩形で、主にプレストレスト・コンクリート製や鉄筋コンクリート製、鋼鉄製である。軌道桁の上面中央に主レールを配置し、軌道桁の両側面下方にサイドレールを横倒しに配置する。レールは鉄道用の既成規格品を用いる。主レールの規格は50Tレールで、サイドレールの規格は22kgレールである。
車輪は駆動輪と左右の上部安定輪、および左右の下部安定輪がある。すべての車輪は、レールに接する面は鋼鉄製で、内部にゴムを挟み込んだ弾性車輪である。
また、鉄道用の車輪と異なり、テーパーのない車輪である。下部安定輪の下側にのみ、車体が持ち上がって脱線することを防止するためのフランジが設けられている。駆動輪は主レールの上面を走行し、車体から軌道に駆動力を伝える。上部安定輪は主レールの頭部両側面を所定の圧力で挟み込む。下部安定輪はサイドレールの上面を所定の圧力で挟み込む。

### 分岐器

ロッキード式モノレールの分岐器略図

軌道の分岐器は、扇形の転轍台に直線と曲線が一組となった軌道を取付けたものである。扇形の要部を中心として転轍台を旋回させることで、転轍（軌道を入れ替える）作業が行われる。
ゴムタイヤを軌道桁に接触させる方式の跨座式モノレールでは、軌道桁を直線から曲線へと変形させる分岐器が一般的である。しかしロッキード式モノレールは、変形させることが難しい鋼鉄製のレールを使用しているため、このような軌道を入れ替える構造の分岐器が必要なのである。

### 集電方式

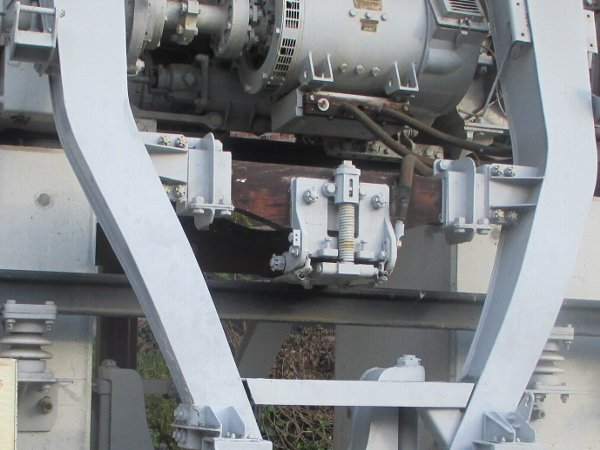
手柄山交流ステーションの川崎653形ロッキード式モノレール用台車集電部。左右に伸びる黒い部材が給電レール。中央の四角い機械が集電装置。茶色の部材は絶縁用の木材。

動力は600Vの直流電化で、集電方式は第三軌条方式である。
軌道桁の片側面中央部に、給電用のレールを上向きに配置する。給電レールは直流600Vの電気を流すため、碍子等で絶縁支持される。鉄道用の既成規格品を用い、規格は30kgレールである。
なお「第三軌条方式」とは、通常の2本レールの鉄道において、給電用に3本目のレールを設置していることからついた名称である。ロッキード式モノレールでは主レールが1本、サイドレールが2本の、計3本のレールがすでにあるので、給電レールが3本目とは言い難いのであるが、通常の鉄道に合わせて「第三軌条方式」と呼んでいる。
車両側の集電装置は、集電靴を用い、台車に絶縁支持される。
ロッキード式モノレールは160km/hまで高速運転が可能とされている。一方で、日本では、第三軌条方式は高速運転に適さないとされ、国内での営業運転は95km/hまでしか行われていない。しかし欧米では第三軌条方式で160km/h運転を行なっている事例があり、日本ロッキード・モノレールは第三軌条方式が高速運転の妨げになるとは見なしていなかった。

### 車体構造
車体はロッキード社と川崎航空機工業の航空機設計・生産技術を活用したアルミニウム合金主体の軽量構造である。外壁は板材にハニカム構造をサンドイッチして製作している。そして内枠を用いず、外壁を構造体として使用するセミモノコック構造である。

### 台車と車体の構成

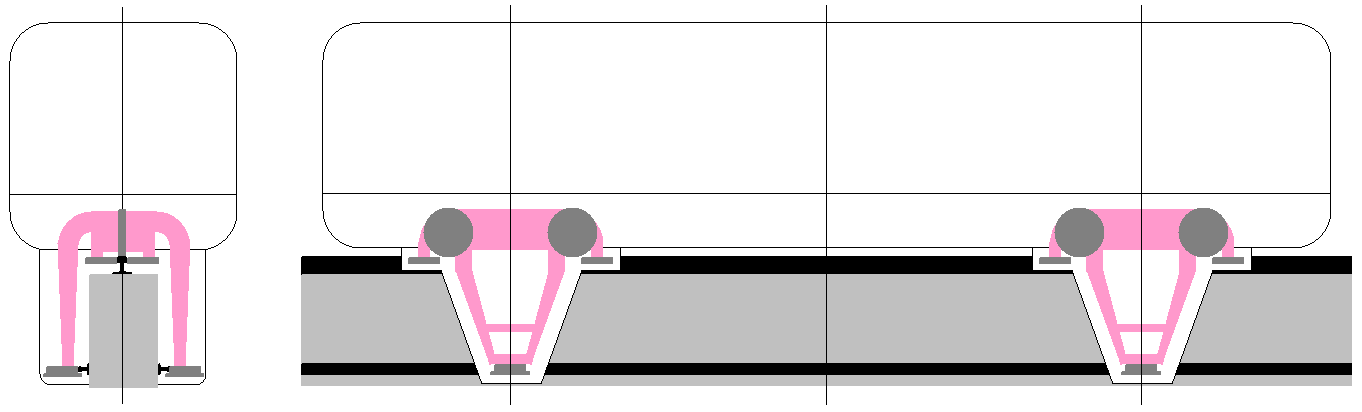
ロッキード式モノレールの台車と車体の構成。ピンク色の箇所が2軸ボギー台車

台車は川崎車両が開発した2軸ボギー台車である。ボギー台車は、駆動輪、上部安定輪、下部安定輪のほか、集電装置、電動機、ギヤボックス、ブレーキ等を搭載している。台車は完全にフラットな床下に収納され、1車両に前後2台配置される。
ボギー台車を1車両に前後2台配置する、このような車体の構成は、通常の鉄道車両ではよく見られるもので、跨座式モノレールにおいても現在では一般的なものである。しかし、1960年代前半当時、アルヴェーグ式モノレールは一軸台車を使用、東芝式モノレールは一軸台車と連接ボギー台車の組み合わせ使用していた。ボギー台車のみを用いたロッキード式の車体構成は、跨座式モノレールとしては先駆的なものであった。

### 試験軌道
日本ロッキード・モノレールは専用の工場敷地を保有していなかったが、岐阜県蘇原町（現在の各務原市）の川崎航空機工業岐阜工場内に、ロッキード式モノレールの試験軌道を設置していた。
試験軌道は長さ約0.86kmで、検修場兼車庫、検修線、分岐器、引き上げ線、本線から構成され、本線はさらに最大勾配60パーミル勾配区間、最大14.5度のカントを持つ最小半径34mの曲線区間、580mの直線区間から構成されていた。直線区間は、名鉄各務原線の三柿野駅 - 二十軒駅間の南側を東西にほぼ並行して走っていた。

### 製造車両

#### 標準I形

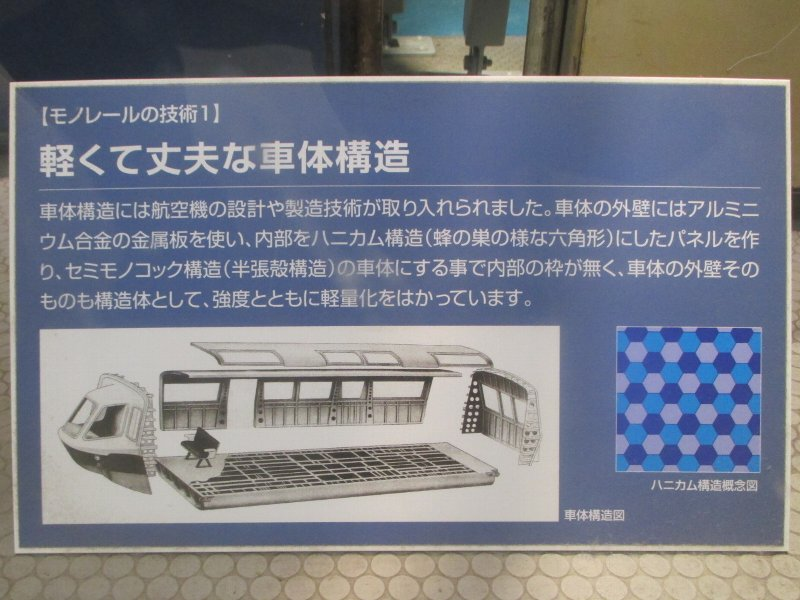
手柄山交流ステーションの車体構造説明パネル。1963年頃に姫路市にプレゼンテーションした際の資料で、天窓がある、後部貫通扉がない等、小田急500形時代とは形状が異なる点がある。

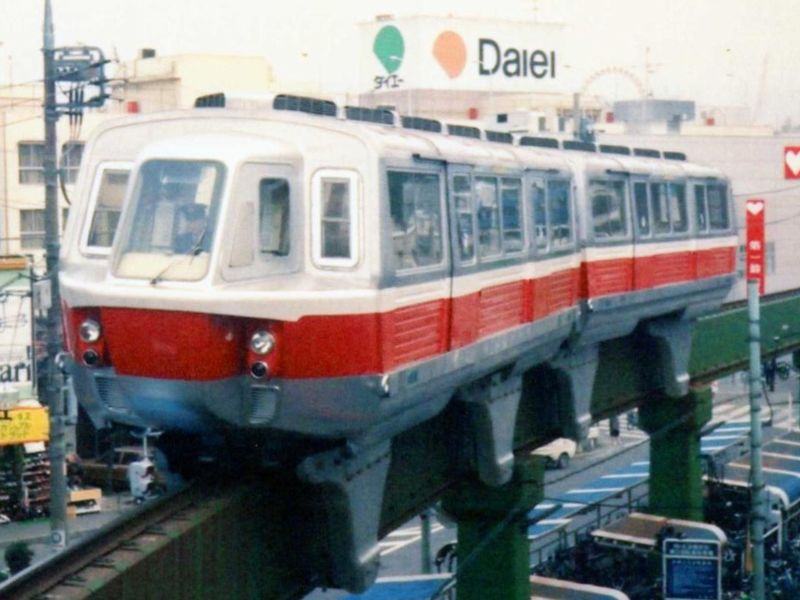
小田急500形

1961年5月の日本ロッキード・モノレール設立時、すでに北海道不動産が日光霧降高原の観光モノレール計画にロッキード式を採用することを決めていたので、日本ロッキード・モノレールは、まず観光用モノレール車両の開発を急いだ。しかし、1962年5月、北海道不動産は観光モノレールの免許申請を取り下げてしまった。このため、日本ロッキード・モノレールは、改めて「高速度都市交通機関」を目標としてモノレール車両を開発することになった。この車両は当時のロッキード社の開発番号体系に則り「CL-462-2形」と呼ばれた。
川崎航空機工業岐阜工場で先頭車2両、1編成が製造され、1962年9月に完成、10月より工場内の試験軌道で各種の試験を行った。試験は運輸省運輸技術研究所鉄道施設部の支援を受けて行われた。試験結果について、技術部長の松本豊彦は「直線路が580mしかないため83km/hの速度しか出しえなかったが、将来線路が延長されれば更に高速域の性能試験を行いたい」と語っている。同年11月までに一通りの試験を終えたが、営業運転を行なう納入先がない状態だったため、同年12月に試験軌道で完工式を行った。
その後は試験軌道での試乗会に使用されていた。1963年11 - 12月頃には、鷹司平通・鷹司和子夫妻が招待されて試乗している。基本、2両を連結しての運転が行われたが、1両での運転も可能であり、運転台のない後部にも前照灯が取り付けられていた。1964年頃、後述の「標準II形」の設計が具体化すると、「CL-462-2形」は「標準I形」と呼ばれるようになった。
1964年に小田急電鉄が標準I形を買い取る条件でロッキード式モノレールを採用することに合意し、1965年に小田急電鉄に譲渡された。この時には「観光路線を対象」とした試験機であるとされた。1966年に改装されて小田急500形電車となり、小田急向ヶ丘遊園モノレール線で2000年の路線休止まで運用された。

#### 標準II形

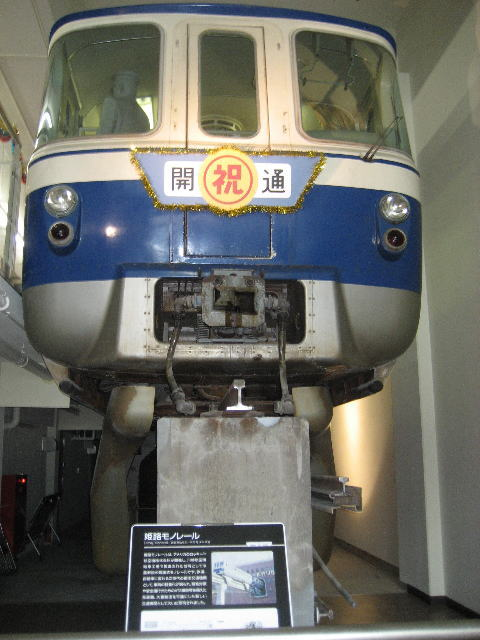
姫路市交通局200形

1963年7月6日、姫路市は当時運営する予定のモノレールにロッキード式を採用することを決定した。日本ロッキード・モノレールは、姫路市向けに標準I形とは別に、より大型で都市交通に適した車両を設計した。これが「標準II形」である。
1964年7月頃までに先頭車と両頭車の設計が完了し、川崎航空機工業岐阜工場で製造され、1966年に先頭車、両頭車が2両ずつ姫路市交通局に納入された。姫路市交通局では先頭車を100形、両頭車を200形と呼んでおり、1974年の路線休止まで運用された。
姫路市のモノレール延伸計画のために中間車も設計されたが、延伸計画断念により、製造されることはなかった。
200形2両が姫路市の手柄山交流ステーションに静態保存・展示されている。

### その他の路線計画
小田急向ヶ丘遊園モノレール線と姫路市交通局モノレール線以外にも、ロッキード式モノレールを採用した路線計画が幾つか存在した。

#### 藻岩山開発
1958年の北海道大博覧会に向けて1956年頃から計画された札幌市藻岩山の観光開発計画の一環として、北海道支社を設置して間もない丸紅が札幌市に藻岩山へのロッキード式モノレールの導入計画を売り込み、企画・調査・設計に約3000万円を費やしたものの、ロープウェイの導入に決定しモノレール案は不採用となった。この計画の後、丸紅は北海道熱供給公社や札幌市営地下鉄といった札幌市内のインフラ事業に積極的に参画することとなった。

#### 北海道不動産
北海道不動産は、1958年に北海道炭礦汽船社長の萩原吉太郎が設立したリゾート開発会社である。1959年初頭から栃木県日光市の霧降高原に種々のリゾート開発計画を立て、その一環として1960年4月に日光霧降（東武日光駅付近） - 霧降滝間、約4kmのモノレール路線の免許申請を行った。また第二期として霧降滝 - 霧降高原方面および東照宮間も計画していた。
北海道不動産は東京に本社があり、札幌にも北海道出張所を持っていたが、この霧降高原のリゾート計画のために日光事務所を開設するほど、力を入れていた。
北海道不動産は当初、日立製作所とともに運輸省に説明を行っており、アルヴェーグ式モノレールの導入を検討していたようであるが、その後、モノレールの方式をアルヴェーグ式からロッキード式に変更している。萩原は「日光の霧降高原の観光開発で、モノレールを建設しようということになったさい、丸紅を通じてロッキードのモノレールを知った」と語っている。
1961年2月22日、丸紅飯田は、萩原吉太郎を会長としてロッキード式モノレールの日本法人を設立すると発表した。その声明のなかでは「国内需要としてはさしあたり北炭系列下の北海道不動産が計画している栃木県日光 - 霧降滝間4kmのモノレール建設を予定する」とされている。同日、萩原は報道陣に対し「モノレール建設は許可があり次第、着手する。これとともにスキー、スケート場、ホテル、ロッジ、ケーブルカー、ロープウェーを建設する。資金は第一期15億円、第二期34億円で、北拓、三井信託、足利銀行を幹事銀行とするシンジケート団から融資を受ける」と述べた。
同年3月、北海道不動産のモノレール路線計画は運輸審議会に諮問された。
同年5月、萩原吉太郎は日本ロッキード・モノレールの設立に参加し、正式に会長に就任した。
同年6月時点では、北海道不動産は、モノレールの免許が間もなく得られ、1963年夏ごろまでに開業予定であるとしていた。また、霧降高原の開発計画として、実測300万坪の用地を買収し、霧降滝周辺にレストハウス、展望台、駐車場を整備すること、丁字滝西方にセントラルロッジとケビンを整備すること、さらに国際観光ホテル、ゴルフ場、スキー場、スケート場、サマーハウス、別荘地区、植物園、養魚場、自然動物園を建設すること、および七滝展望台へのロープウェーを建設することを謳っていた（この時はケーブルカーについては言及されていない）。
しかしその後、栃木県、日光市、東武鉄道、北海道不動産の四者による協議が行われ、霧降高原のリゾート計画は規模が縮小された。
1962年5月、北海道不動産はモノレール路線の申請を取り下げた。同年10月、霧降の滝を見下ろす立地に北海道不動産によって回転展望レストラン「日光霧降スカイリング」が開業したが、「今後の計画」はスキー場、キャンプ場、別荘地、観光牧場となっており、モノレールの計画は削除されている。

#### 成田観光開発
成田観光開発が、1963年頃から、千葉県成田市の新成田 - 新勝寺間、約2.4kmの跨座式鉄道をロッキード式モノレールで建設する計画を立て、免許申請を行った。この他成田山モノレール観光（発起人代表小屋重信）という類似名称の企業による成田 - 成田山門前間約1.0kmの跨座式鉄道をアルヴェーグ式モノレールで免許申請しており、競願となった。
1965年1月26日、成田観光開発が免許を取得した。同時に成田山モノレール観光の申請は却下されている。
しかし折角免許を得たものの、成田観光開発はなかなか着工することができず1967年1月・1968年2月にも工事施行認可申請期限の伸長が行われている。その後2度目の延長の期限が切れた1969年2月、成田観光開発は解散した。代表清算人は、日本ロッキード・モノレール取締役の松本豊彦が務めている。解散時の所在地も「東京都港区芝公園25号地」で、当時の日本ロッキード・モノレール及び川崎航空機工業東京本社の所在地と同じであった。

## 跨座式モノレールの規格統一とロッキード社の撤退
1967年、運輸省は日本モノレール協会に「都市交通に適したモノレールの開発研究」を委託した。この委託研究の中で運輸省は、アルヴェーグ式（日立製作所が導入）、東芝式、ロッキード式の3方式が乱立していた跨座式モノレールの方式を整理するように求めていた。
同年7月、日本モノレール協会が主催する「都市交通用モノレール研究特別委員会」が発足し、日本ロッキード・モノレールも、日立、東芝と共にこれに参加した。跨座式モノレールの規格統一に関しては協議が難航した。ゴムタイヤを使用するアルヴェーグ式・東芝式と、鉄輪を使用するロッキード式は、技術的に両立不可能だったからである。日本ロッキード・モノレールは1964年以降社長が空席で、川崎航空機工業出身の四本潔が代表取締役を務めていたが、四本はゴムタイヤ方式を容認することを都市交通用モノレール研究特別委員会に伝えた。
当時日立製作所のモノレール技術部長だった網本克己は、鉄道技術者の間ではロッキード式の評価が高かったとした上で、日本ロッキード・モノレールが鉄輪方式にこだわらずにゴムタイヤ方式に参加したことは英断だった、と述べている。

### 日本跨座式モノレール

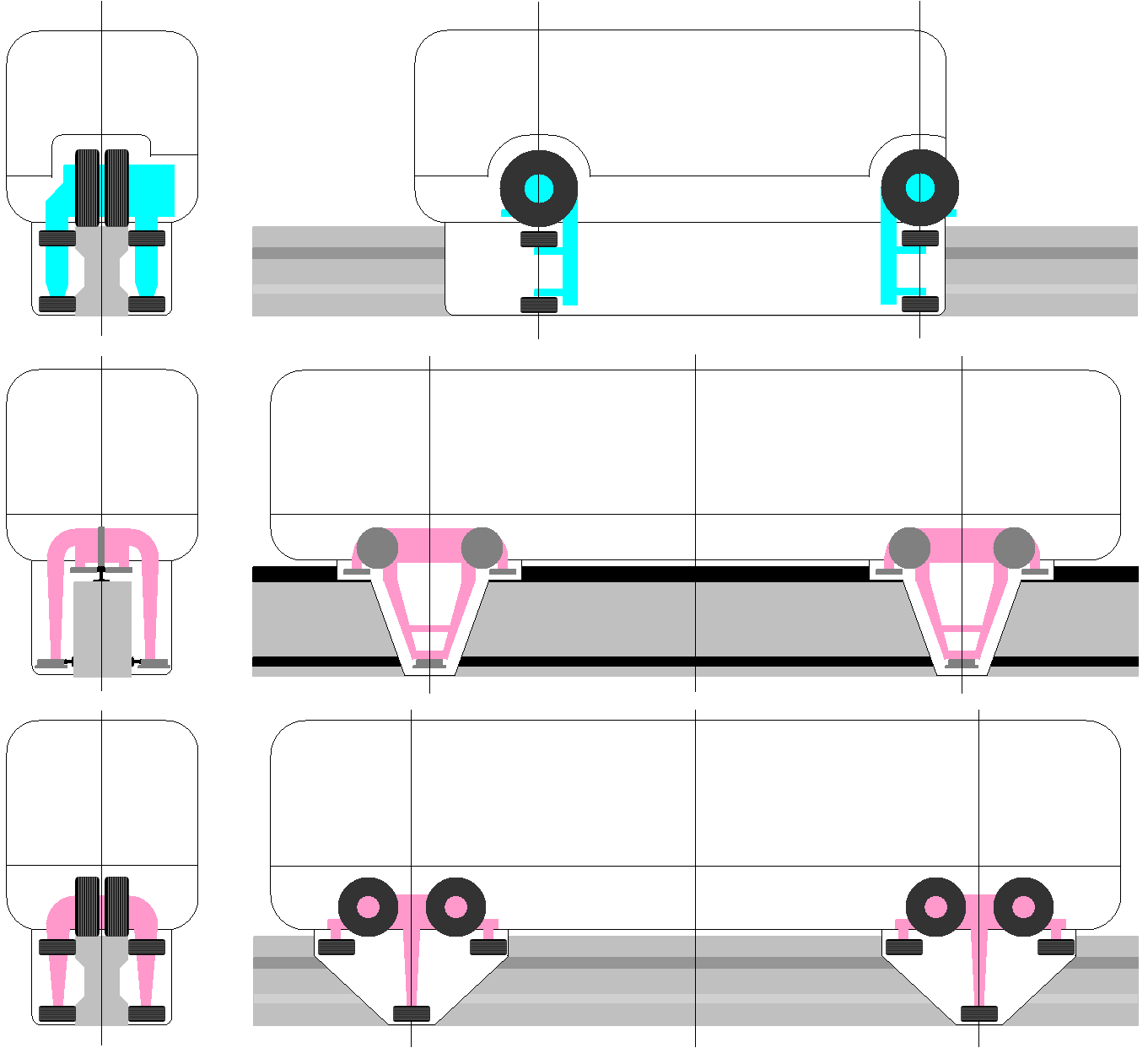
上段：アルヴェーグ式、中段：ロッキード式、下段：日本跨座式モノレールの台車と車体の構成。水色の箇所が一軸台車、ピンク色の箇所が2軸ボギー台車。

川崎航空機工業は日立、東芝と共同で、都市交通用モノレール研究特別委員会の車両部会で、保有技術を持ち寄って跨座式モノレールの統一規格案を作成した。いわゆる日本跨座式モノレールである。
日本跨座式は、アルヴェーグ式と同様、軌道桁にゴムタイヤを接触させる方式のため、アルヴェーグ式をベースにしているとされる。
実際、試験機はアルヴェーグ陣営の日立製作所が主導で製作し、試験も日立製作所笠戸事業所内のアルヴェーグ式用の試験軌道で行われている。
一方で日本跨座式は、2軸ボギー台車を1車両に前後2台、フラットな床下に配置する車体構成を採用している。このため、車体構成や全長は、一軸台車を使用した従来のアルヴェーグ式とは大きく異なったものになっている。車体構成だけで見れば、日本跨座式は、むしろロッキード式に近いものであった。
1968年3月、日本跨座式モノレールの規格案は日本モノレール協会によって「都市交通に適したモノレールの開発研究報告書」にまとめられて運輸省に提出された。同年、運輸省は日本跨座式を跨座式モノレールの統一規格として認可した。以後、日本国内で新規に建設・開業された跨座式モノレールは、すべて日本跨座式である。

### ロッキード社の撤退
日本跨座式が跨座式モノレールの統一規格として認可されたことで、ロッキード式では新規に建設・開業することができなくなった。姫路市交通局モノレール線には延伸構想があったが、経営不振から立ち消えとなった。また、アルヴェーグ式は日本跨座式の技術を応用することができた（アルヴェーグ式の東京モノレールは1969年以降、日本跨座式のボギー台車を採用）が、ロッキード式には日本跨座式の技術を応用するメリットがなかった。ロッキード式の事業展開が極めて限られた状況となり、米ロッキード社はモノレール事業からの撤退を決定した。
ロッキード社が撤退を決定したことで、日本ロッキード・モノレールは、社長空席のまま1970年に解散した。一方、川崎航空機工業と川崎車両は、ともに1969年に川崎重工業に合併した。川崎重工業は日立製作所とともに、日本跨座式の車両を製造していくことになる。